# Амангельдинский бокситоносный район
Амангельдинский бокситоносный район — расположен в Костанайской области. Открыт М.С. Быковой в 1932 году. Месторождения бокситов (5 залежей) связаны с мезозойско-кайнозойскими континентальными отложениями Торгайского прогиба. Бокситонакопление происходило в палеогене в коре выветривания. Бокситы залегают волнисто-горизонтально, рудные тела плащеобразные, лентовидные, полосовидные. Мощность рудоносных пластов от 1—25 м до 35—47 м. Основные минералы — гиббсит, каолинит, гематит. Руды относятся к маркам Б-5 и Б-6. Содержание оксида алюминия (Al2O3) 41,1—50,3%, оксида кремния (SiO2) 8,22—16,2%. Бокситы добываются открытым способом. Является сырьевой базой Павлодарского алюминиевого завода.